# Dauphiné
De Dauphiné van de Viennois, of kortweg de Dauphiné, was een graafschap in het zuidoosten van Frankrijk. Van de eerste helft van de tiende eeuw tot 1349 was het een onafhankelijk graafschap binnen het Heilige Roomse Rijk. Van 1457 tot aan de Franse Revolutie was het een Franse provincie onder de Franse kroon. In zijn laatste omvang kwam het ongeveer overeen met drie departementen: Isère en Drôme in de regio Auvergne-Rhône-Alpes en Hautes-Alpes in de regio Provence-Alpes-Côte d'Azur.
De Dauphiné grensde aan provincies Languedoc in het westen, Lyonnais en Bourgondië in het noordwesten, hertogdom Savoye in het noorden, Piëmont in het oosten, Provence en graafschap Venaissin in het zuiden.

## Voorgeschiedenis
De streek was oorspronkelijk bewoond door de Keltische stammen der Allobrogen en Vocontii, maar werd reeds aan het einde van de 2e eeuw v.Chr. door Rome veroverd. Er volgde een snelle romanisering, geholpen door de stichting van verschillende kolonies waarvan Vienna (Vienne, van het Keltisch "vedunia" of woudbeek) - op de plaats van de oude Allobrogenhoofdstad - en Valentia (Valence), de naam betekent 'de weerhaftige') de belangrijkste waren.
In de vijfde eeuw, ten tijde van de Grote Volksverhuizing, namen de Bourgondiërs de plaats van de Romeinen in, en stichtten er een staatje dat reeds in 533 ten onder ging en deel werd van het Frankische Rijk. Nadat Karel de Grote zich een Europees imperium had veroverd, werd de streek een rijksdeel, dat echter als gevolg van het Verdrag van Verdun (843) en het Verdrag van Meerssen (870) tussen het West- en Oost-Frankische Rijk werd verdeeld. Het Frankische gezag in het voormalige Middenrijk versplinterde nadat het centrale gezag in beide rijken was ineengestort. Vervolgens ontstond uit de twee koninkrijken Hoog- en Nederbourgondië, die in 930 werden verenigd, het koninkrijk Arelat.
De zwakke en kinderloze koning Rudolf III (993-1032) sloot in 1006 een verdrag met zijn neef, de Duitse koning Hendrik II de Heilige, en beloofde hem Bourgondië te zullen nalaten. Hendriks zoon Koenraad II erfde het in 1033, waarna Opper-Bourgondië (vrijgraafschap Bourgondië en Transjuranië) deel ging uitmaken van het Heilige Roomse Rijk. Het strekte zich op dat moment uit over het Rhônedal, de Provence, Savoye en westelijk Zwitserland (met Bern en Lausanne).
Vanaf de 11e eeuw begonnen de verschillende delen van dit gebied zich in toenemende mate zelfstandig te gedragen, een evolutie die rond 1100 nagenoeg voltooid was. Van deze ontwikkeling was ook het graafschap Vienne en het graafschap Albon (zie hieronder) een product.

## Als graafschap Albon (1040-1142)

### Context
De rechtstreekse voorganger van de Dauphiné onder die naam was het zogeheten "graafschap van Albon". Dit graafschap was een onderdeel van het koninkrijk Arelat, een onafhankelijk koninkrijk tot 1032, wanneer het koningschap van Arelat (ook wel Bourgondië) toekwam aan de keizer van het Heilig Roomse Rijk. Vanaf 1033 maakt het graafschap Albon dus deel uit van het Heilige Roomse Rijk. Aangezien de echte macht al lang niet meer bij de koning van Arelat lag maar wel bij de graafschappen, had de overgang van het titulaire koningschap in de praktijk niet zoveel invloed.

### Ontstaan
Men heeft lange tijd gedacht dat de Dauphiné ontstond in 1029, toen een deel van het aartsbisdom Vienne werd afgesplitst; en dat de voorouders van de dauphins afkomstig waren van Vion in de Vivarais (aan de Rhône boven Valence). In werkelijkheid werd het graafschap doelbewust bij elkaar gescharreld door het plaatselijke huis van Albon, enerzijds door het huwen van welvoorziene erfdochters en anderzijds door het inpalmen van kerkelijke domeinen in samenwerking met enkele familieleden die het tot bisschop hadden gebracht.
Van de graven van Albon, later Dauphins genoemd, droegen de meesten de naam Guigues. De eerste Guigues wordt in 996 genoemd, in een tekst die duidelijk zijn verwantschap met de bisschoppen van Grenoble en Valence laat blijken. Zijn weinige domeinen liggen op dat moment ten zuiden van Vienne en te Vizille bij Grenoble, waar hij een kasteel, een dorp en een kerk bezit. Hij ontvangt in 1009 van Rudolf III, koning van Bourgondië, de helft van het kasteeldomein van Moras (halfweg tussen Vienne en Valence). Zeven jaar later komen daar nog domeinen te Moirans (iets ten noorden van Grenoble) bij; in de schenkingsoorkonde krijgt Guigues voor het eerst de titel van graaf. We weten niet of het in deze gevallen om een en dezelfde man gaat, dan wel om vader en zoon. Over de vroegste opvolging in het huis d'Albon bestaat trouwens grote onzekerheid; voor het begin van de onderstaande genealogie geldt dan ook een zeker voorbehoud.

### Oudst bekende Guigues (1016-1070)

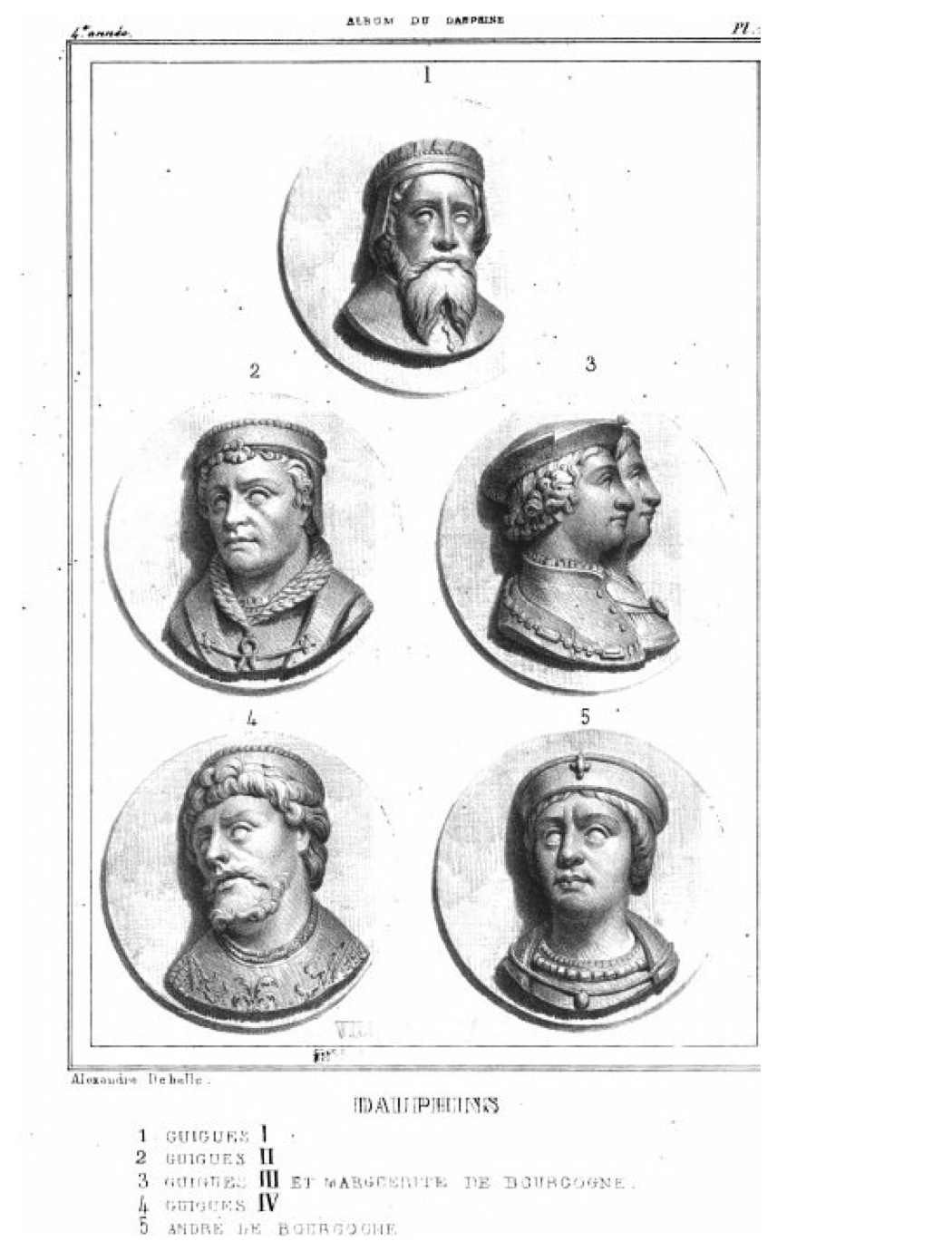
De graven van Albon 1° Guigues de Oudere 2° Guigues de Dikke 3° Guigues de Graaf 4° Guigues, de eerste Delphinus of Dauphin 5° Andreas van Bourgondië

Deze droeg de bijnaam Guigues de Oudere (Guigues le Vieux). Hij zou zijn gehuwd met een zekere Fredegonde, bij wie hij vier kinderen zou hebben gehad :
1. Humbert, bisschop van Grenoble, gestorven in 1035;
2. Richard;
3. Guigues (zie verder); en
4. Een naamloos gebleven dochter.

Deze gegevens wordt een zekere geloofwaardigheid verleend omdat ze overeenstemmen met een traditie in het huis d'Albon, waarbij de oudste zoon een kerkelijk ambt verwierf en de tweede de vader opvolgde. Als hij heeft bestaan, zou Richard dan jong gestorven moeten zijn.
Men plaatst de sterfdatum van deze eerste Guigues in 996.
Guigues I was heer van Annonay en had eveneens bezittingen in Cheyssieu en in de Champsaur. Van Keizer Koenraad II kreeg Guigues I in 1040 het graafschap Briançonnais in leen. Rond 1050 werd ook het graafschap Grésivaudan (ommeland van Grenoble, geofficialiseerd in 1116) toegevoegd aan de bezittingen van het huis Albon.

### Guigues II (1070-1079)
Deze droeg als bijnaam Guigues de Dikke (Guigues le Gras). Zijn echtgenote bleef onbekend, maar de namen van zijn kinderen werden wel overgeleverd: 1. Humbert, bisschop van Valence, gestorven in 1037; 2. Guigues III (zie verder); en 3. Guillaume, overleden in 1012. Guigues II zelf zou zijn gestorven in 1079.
Het opstellen van oude genealogieën berust op interpretatie en vergelijking van gegevens, verkregen uit de oudste geschreven stukken, veeleer dan op exacte gegevens. Ook de data worden op die manier verkregen, want veel oude documenten zijn niet gedateerd.
Worden bovenstaande gegevens vergeleken, dan valt het op hoe snel na zijn vader de tweede Guigues stierf; hij had niettemin drie kinderen en kan dus niet al te jong zijn geweest. Beide sterfdata komen overigens overeen met de jaren waarin een Guigues in de documenten opduikt.

Daarbij komt dat de eerste Humbert, bisschop van Grenoble, overleed in 1035, en de tweede, bisschop van Valence, stierf in 1037; niettemin zouden beiden tot een verschillende generatie hebben behoord.
Als dus de echtgenote van de tweede Guigues onbekend gebleven is, komt dat misschien omdat ze nooit heeft bestaan. M.a.w. de eerste en tweede Guigues zijn identiek aan elkaar, terwijl de in 996 overleden man zijn vader was. Humbert zou dan eerst bisschop van Grenoble zijn geweest en daarna van Valence, in welke waardigheid hij in 1035 of 1037 overleed.

### Guigues III (1079-1133)
Deze droeg de bijnaam Guigues de Graaf (Guiges le Comte), wat wijst op zijn grafelijke ambities en expansiepolitiek. Hij zou in 1013 zijn getrouwd met Gotheline de Clerieu, bij wie hij twee zonen Humbert en Guigues had, en daarna met een zekere Adelsinde, die kinderloos bleef. Noch zijn geboortejaar noch zijn sterfdatum zijn overgeleverd.
De graven van Albon kozen in de elfde eeuw Grenoble als hoofdstad. Door voor Grenoble te kiezen (in plaats van bijvoorbeeld Vienne) kon men zijn autoriteit laten gelden in zowel de Bas- als de Haut-Dauphiné. Hierdoor vestigden ze zich echter ook in de directe nabijheid van het graafschap Savoye. Savoye was de directe rivaal voor de generaties Guigues. Savoye heerste over de belangrijke Alpenpassen en had goede relaties met de paus en de Rooms-Duitse keizers. Chambéry, de hoofdstad van de Savoye, bevond zich slechts 50 kilometer ten noorden van Grenoble.

## Nieuwe naam: Dauphiné (1142)

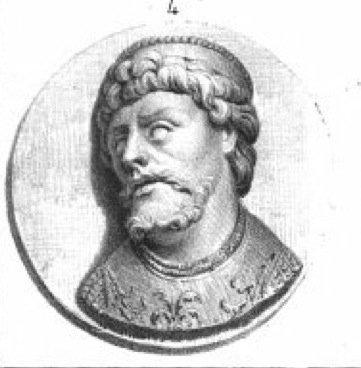
Guigues IV of V, de eerste Delphinus of Dauphin

Vanaf 1142 nam de graaf van Albon, Guigues IV of V, een nieuwe titel aan: die van "Dauphin van de Viennois". De naam Dauphin is een zeldzame mannelijke variant van de vrouwelijke voornaam Delphine; hier betekent het Latijnse Delphinus machtige graaf, een titel te vergelijken met groothertog ten opzichte van hertog. Alle graven van Albon hadden voortaan Dauphin als bijnaam of titel. Hun land werd het Delfinaat van Vienne of, kortweg, Dauphiné genoemd.

### Groei
In 1219 werd Grenoble getroffen door een gigantische overstroming. Dit zou de politiek en de economie van Grenoble tekenen voor de volgende eeuwen. In 1311-1312 vond het belangrijke concilie van Vienne plaats in de Dauphiné.
In de dertiende en veertiende eeuw groeide het grondgebied van de Dauphiné. Door het huwelijk van Guigues VII met Béatrice de Faucigny in 1241 kreeg de Dauphin zeggenschap over het gebied van de valleien van de Arve en de Giffre (van Bonneville tot Chamonix-Mont-Blanc. Hierbij bleef de Dauphin wel nog steeds leenman van de graaf van Savoye, de leenheer. Dit alarmeerde desondanks de graven van Savoye omdat hun buur, de Dauphin, zo steeds machtiger werd.
Wanneer Jean I in 1282 sterft zonder direct nalatenschap, volgde zijn zus Anne hem op. Haar echtgenoot, Humbert I van la Tour-du-Pin werd zo de volgende Dauphin. Hij bracht ook zijn baronie van la Tour-du-Pin in in de Dauphiné.
In 1202 werden de graafschappen Gapençais en Embrunais toegevoegd. In 1300 en 1317 volgden de "Baronnieën" van respectievelijk Montauban en Mévouillon. In 1342 volgde Romans.

### Moeilijkheden bij het bestuur van de Dauphiné
Ondanks dat de dauphins in een uitgestrekt gebied de heerlijke rechten hadden verkregen, was de echte macht van de dauphins in de praktijk relatief beperkt. Als de keizerlijke suzereiniteit voor de gronden binnen het voormalige koninkrijk Bourgondië relatief afwezig was, dan was dit niet het geval voor leenheren als de graven van Savoye voor de Faucigny en de graven van Provence voor de Gapençais.
Ook de lokale macht van de bisschoppen beperkte de macht van de dauphins in de bisschoppelijke steden Grenoble, Gap en Embrun. In de stad Vienne hadden de dauphins helemaal niets te zeggen aangezien alle macht er in handen was gekomen van de aartsbisschop.
De nabijheid tussen Dauphiné, met hoofdstad Grenoble, en Savoye, met hoofdstad Chambéry, zorgde voor wrevel tussen beide graafschappen. Verschillende exclaves en enclaves tussen Savoye en Dauphiné maakte het bestuur er niet gemakkelijker op. Zo behoorde de Faucigny in het uiterste noordoosten nog tot de Dauphiné, maar behoorden Voiron en La Côte-Saint-André in het westen tot de Savoye.
Van 1283 tot 1355 vochten de graafschappen Dauphiné et Savoye de Zeventigjarige Oorlog met elkaar uit. Het was een opeenvolging van meerdere veldslagen. In 1325 versloegen de edelen uit de Dauphiné en hun bondgenoten dezen van de Savoye in de slag van Varey, vandaag Saint-Jean-le-Vieux. Finaal kwam de Dauphiné nochtans verzwakt en verpauperd uit deze uitputtingsoorlog.
In 1337 richtte Humbert II de delphinale raad op in Grenoble en in 1339 sticht hij de universiteit van Grenoble.

## 1349 - 1457

### Verkoop aan Frankrijk (1349)

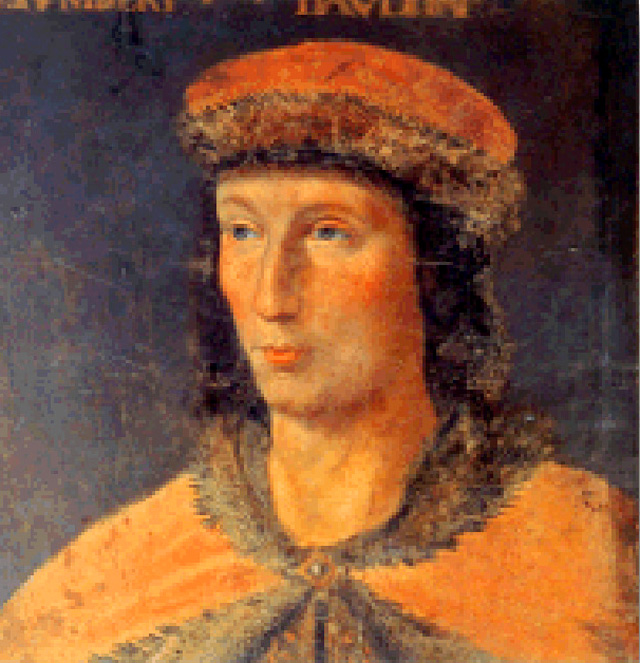
Dauphin Humbert II (1333 - 1349)

Humbert II, de laatste zelfstandige dauphin van Viennois, had alleen een zoon Jean die jong stierf. Bij gebrek aan een erfgenaam verkocht hij op 30 maart 1349 de Dauphiné met al zijn titels aan de koning van Frankrijk, Filips VI voor 400.000 écu en een jaarlijks pensioen. Naast de titel van dauphin van de Viennois, hoorden daarbij ook de gehele collectie titels die de dauphins in de voorbije eeuwen hadden vergaard: prins van Briançon, hertog van Champsaur, markies van Cézanne, graaf van Vienne, Albon, Grésivaudan, Embrun en Gap, paltsheer van La Tour du Pin, Valbonne, Montauban en Mévouillon. Al die titels gingen over op de Franse kroon. Op 16 juli 1349 trad Humbert II af. Filips VI gaf de titel van "Dauphin" aan zijn oudste zoon, de latere koning Karel V van Frankrijk. Sindsdien is de titel van Dauphin voorbehouden aan de Franse troonopvolger. Het woord dauphin werd sindsdien steeds meer een synoniem voor troonopvolger. Het dagelijkse bestuur van de Dauphiné was in handen van een gouverneur.
Karel V van Frankrijk huldigde keizer Karel IV van het Heilige Roomse Rijk op kerstdag 1356 als zijn leenheer voor de Dauphiné. De Dauphiné was formeel immers nog steeds een deel van het Heilige Roomse Rijk.

### Verdere evolutie (1349-1447)
In 1355 kon de Dauphiné het gebied Faucigny ruilen met de Savoye. In ruil kreeg de Dauphiné Voiron en la Côte-Saint-André.
In 1366 deed de Rooms-Duitse keizer, Karel IV afstand van zijn rechten op het voormalige koninkrijk Arelat in het voordeel van Lodewijk I van Anjou. Deze zou in 1371 zijn rechten in de Dauphiné proberen te laten gelden, maar dit gebeurde zonder enige succes. Hij zou genoegen moeten nemen met graafschap Provence (vanaf 1382).
Na een ontmoeting met Frans koning Karel V, benoemde Rooms-Duits keizer Karel IV op 7 januari 1378 de tienjarige dauphin Karel VI tot rijksvicaris ('gouverneur') van het koninkrijk Bourgondië. Dit betekende in feite dat de keizer definitief dat koninkrijk aan Frankrijk afstond. De uitoefening van dit rijksvicariaat werd direct toevertrouwd aan de gouverneur van de Franse koning in de Dauphiné: gouverneur Charles de Bouville (1370-1385). In hetzelfde jaar belegerde deze de stad Vienne en annexeerde hij de Valentinois (geofficialiseerd in 1423, tezamen met de annexatie van de Diois).

### Lodewijk XI (1447-1456)
Lodewijk XI, kroonprins van Frankrijk, was de enige "dauphin" (na 1349) die effectief in de provincie verbleef en er bestuurde. Deze periode vormde voor hem een leerschool in de macht. Onder zijn bestuur werd de Dauphiné echt geïntegreerd in Frankrijk als een provincie. Zo laat hij in 1450 de graaf-aartsbisschop van Vienne zijn wereldlijke suzereiniteit erkennen, waardoor ook Vienne (eindelijk) tot de Dauphiné gaat behoren. Op een gelijkaardige manier liet hij zijn gezag gelden in Grenoble (tegenover de bisschop), Valence (bisschop) en Romans (abdij). In 1453 vormde hij de delphinale raad om tot een (regionaal) parlement.
Lodewijk XI investeerde in de provincie maar legde tegelijkertijd ook nieuwe belastingen op zoals de gabelle (zouttaks). Omdat rebellie dreigde, zond zijn vader, Karel VII een leger naar de Dauphiné om zijn zoon te verjagen. Hij eiste eveneens een onderwerping van de "delphinale" staten aan de kroon. Dit gebeurde in 1457, wat het definitieve einde van de onafhankelijkheid van de Dauphiné betekende.

## Na 1457

Grondgebied van de Dauphiné in 1630, met de huidige administratieve indeling toegevoegd

De provincie leed sterk onder de Frans-Italiaanse Oorlogen (1494-1559) en de Franse Godsdienstoorlogen (1562-1598). Na de oorlogen werd protestants leider François de Bonne de Lesdiguières aangesteld als gouverneur van de provincie. Lesdiguières versloeg het leger van de naburige Savoye verschillende keren en hielp bij de wederopbouw van de Dauphiné na de oorlogen. Zijn meest bekende bouwwerk is het Château van Vizille, zijn eigen woning. De laatste vergadering van de Staten van de Dauphiné vond plaats in 1628. Dit symboliseert het einde van de vrijheid van de provincie en de evolutie naar het absolutisme. Voortaan werden alle belangrijke beslissingen genomen door (vertegenwoordigers van) de Franse koning.
Na de herroeping van het Edict van Nantes in 1685 vertrokken twintigduizend protestanten uit de Dauphiné, wat de economie van de provincie verzwakte. Enkele valleien zagen de helft van hun inwoners vertrekken. In 1692, tijdens de Negenjarige Oorlog viel het hertogdom Savoye voor de zoveelste maal de Dauphiné binnen, waarbij Gap en Embrun zwaar beschadigd werden. De legers van Savoye werden echter verslagen. Bij de Vrede van Utrecht (1713) moesten echter enkele gebieden in het oosten aan Savoye worden afgestaan.
Op 7 juni 1788 vonden in Grenoble de rellen van de "Journée des Tuiles" plaats. Vervolgens werden de provinciale staten van de Dauphiné opnieuw samengeroepen in Vizille, de zogeheten Réunion des états généraux du Dauphiné of "Assemblée de Vizille". Dit vormde de start van de Franse Revolutie.
De provincie werd bij de wet van 22 december 1789 opgeheven. Het grondgebied werd op 4 maart 1790 verdeeld in de departementen Isère, Drôme en Hautes-Alpes.